# باستيا موندوفي
باستيا موندوفي (النطق الإيطالي: ‎[baˈstiːa mondoˈvi]‏؛ Piedmontese) هي بلدية (كوميون) في مقاطعة كونيو في منطقة بيدمونت الإيطالية، وتقع على بعد حوالي 70 كيلومتر (43 ميل) جنوب تورينو وحوالي 30 كيلومتر (19 ميل) شمال شرق كونيو.
تشترك باستيا موندوفي بحدود مع البلديات التالية: كارو، تشيليه، كلافيسانا، موندوفي.

## روابط خارجية
- الموقع الرسمي